# Scorff
Scorff – rzeka w północno-zachodniej Francji, w regionie Bretania. Scorff ma źródło koło wioski Saint-Auny, u stóp Mane Skorn, na terenie gminy Mellionnec, w departamencie Côtes-d’Armor.
Koryto rzeki Scorff przebiega na terenie trzech departamentów: Côtes-d’Armor, Morbihan i Finistère oraz na terenie dwóch regionów geograficznych: Pays Pourlet i Pays de Lorient.
Długość rzeki wynosi 78,6 km, z czego 12 km stanowi jej estuarium.
Uchodzi do Oceanu Atlantyckiego. Uchodząc w regionie miasta Lorient tworzy wspólne estuarium wraz z rzeką Blavet.

## Hydronimia
Odnotowano nazwę Scorvi w roku 1280 w nazwie Pons Scorvi. To bretońskie słowo oznacza « odpływ wody ze stawu », czyli w ujście.

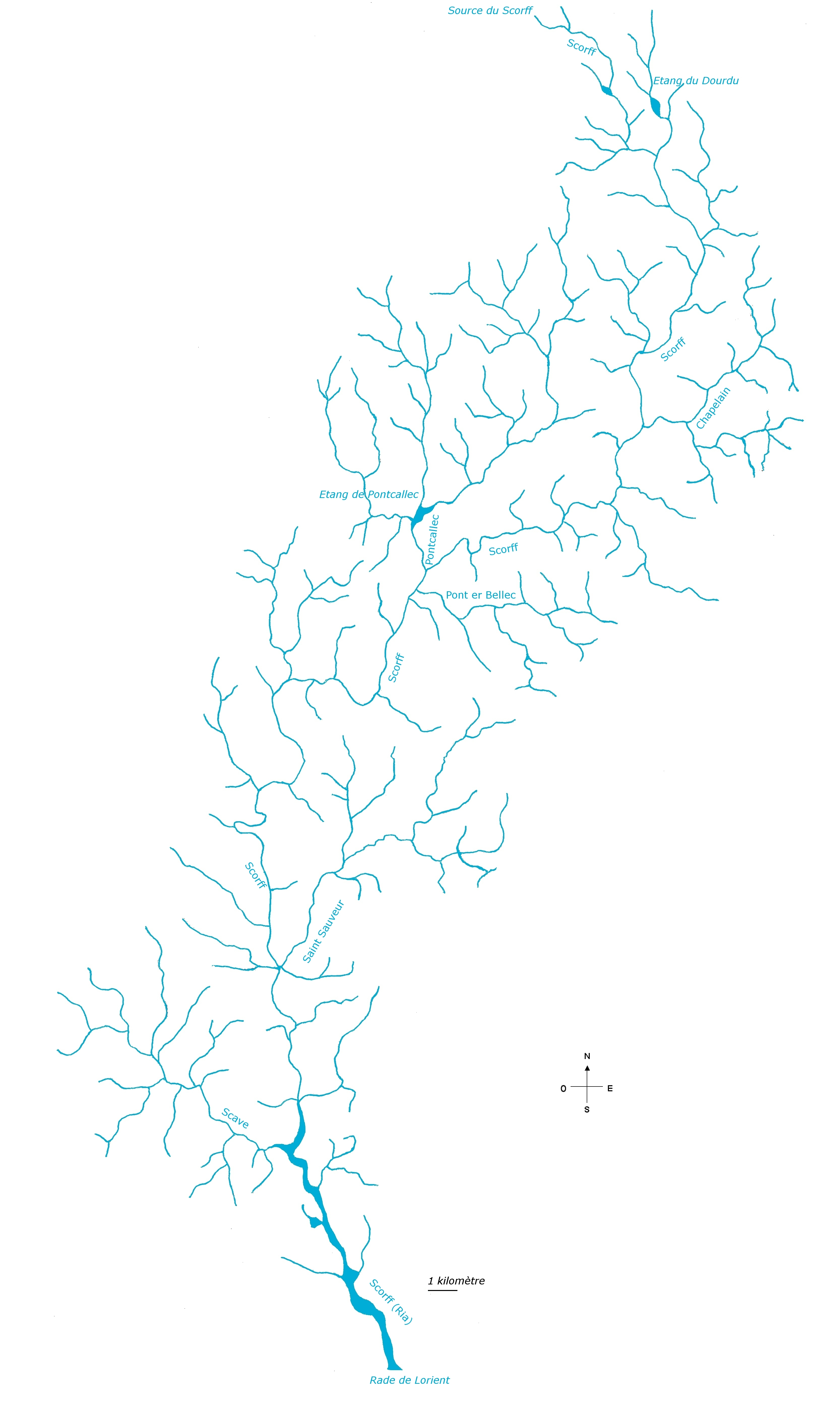
Bieg rzeki Scorff i jej dopływów

## Gminy położone nad Scorff
- Mellionnec
- Plouay
- Berné
- Inguiniel
- Cléguer
- Kernascléden
- Ploërdut
- Lignol
- Langoëlan
- Persquen
- Locmalo
- Guémené-sur-Scorff
- Arzano
- Guilligomarc’h
- Pont-Scorff